# オヴボハ・アグボイ
オヴボハ・アグボイ（Ovbokha Agboyi 、1994年12月14日 - ）は、ナイジェリア・アブジャ出身のプロサッカー選手。ブラヴォ所属。ポジションは、ミッドフィールダー（守備的ミッドフィールダー）。U-20ナイジェリア代表として2013 FIFA U-20ワールドカップに参加し、全4試合に出場した。